# Erik Andersson (vattenpolospelare)
Klas Erik Andersson, född 17 mars 1896 i Stockholm, död 23 februari 1985 i Stockholm, var en svensk simmare och vattenpolospelare. 
Andersson blev olympisk bronsmedaljör i vattenpolo 1920. Han deltog även vid OS 1924 (fjärde plats i vattenpolo) och 1912 (oplacerad på 100 m frisim).
Erik Andersson är begravd på Södertälje kyrkogård. Han var bror till Robert Andersson och Selma Andersson.